# 984

## Nașteri
- dată necunoscută: Teodora a III-a  (d. 1056)
- dată necunoscută: Ernest I de Suabia  (d. 1015)

## Decese
- 5 mai: Gerberga de Saxonia, fiica regelui Germaniei Henric I "Păsărarul" (n.c. 913)

- Theodoric I de Metz, episcop de Metz din 964 (n. ?)